# Liebigia
Liebigia es un género  de plantas  perteneciente a la familia Gesneriaceae. Comprende 46 especies descritas y de estas, solo 12 aceptadas.

## Descripción
Son arbustos o hierbas leñosas. Tallos erectos, leñosos, usualmente sin ramificar. Hojas densamente agrupadas en el ápice del tallo, opuestas y largo pecioladas, lámina lanceolada a ampliamente elíptica-acuminada. Las inflorescencias en cimas con un corto o largo pedñunculo, y varias flores, bracteolas estrecha oblongas-lineares. Sépalos libres cerca de la base, lineares. Corola de color blanco con la boca amarilla de corto tubo. Fruto cilíndrico subcarnoso. Tiene un número de cromosomas de : 2n = 34.

## Taxonomía
El género fue descrito por Stephan Ladislaus Endlicher y publicado en Genera Plantarum 1407. 1841.

## Especies aceptadas
A continuación se brinda un listado de las especies del género Liebigia aceptadas hasta marzo de 2015, ordenadas alfabéticamente. Para cada una se indica el nombre binomial seguido del autor, abreviado según las convenciones y usos.	
- Liebigia adenonema (Hilliard) Mich.Möller & A.Weber
- Liebigia dissimilis (Hilliard) Mich.Möller & A.Weber
- Liebigia glabra (Miq.) Mich.Möller & A.Weber
- Liebigia horsfieldii (R.Br.) Mich.Möller & A.Weber
- Liebigia leuserensis (Hilliard) Mich.Möller & A.Weber
- Liebigia limans (Miq.) Mich.Möller & A.Weber
- Liebigia neoforbesii (Hilliard) Mich.Möller & A.Weber
- Liebigia polyneura (Miq.) Mich.Möller & A.Weber
- Liebigia praeterita (Hilliard) Mich.Möller & A.Weber
- Liebigia speciosa (Blume) A.DC.
- Liebigia tenuipes (Hilliard) Mich.Möller & A.Weber
- Liebigia tobaensis (Hilliard) Mich.Möller & A.Weber